# Llebre californiana
La llebre californiana (Lepus californicus) és una llebre comuna a l'oest dels Estats Units i Mèxic, on viu a altituds d'entre 0 i 3.000 msnm. Es tracta de la tercera llebre més gran de Nord-amèrica, per darrere de la llebre antílop i la llebre de Townsend, i pot assolir una llargada d'aproximadament 61 cm i un pes d'entre 1.400 i 2.700 g.